# Сумовский
Сумовский — посёлок в Ракитянском районе Белгородской области. Входит в состав Дмитриевского сельского поселения.

## История
В 1968 г. указом президиума ВС РСФСР поселок при железнодорожной станции Сумовская переименован в Сумовский.

## Население
| 2002 | 2010 |
| ---- | ---- |
| 109  | ↘101 |